# Centre hospitalier universitaire de Parakou
Le Centre hospitalier universitaire de Parakou, autrefois appelé Hôpital d'instruction des armées, est un hôpital situé à Parakou, au Bénin.

## Histoire de l’hôpital
En 2001, l'équipement de l'hôpital fait partie des projets de développement communautaire au Bénin,.
En juin 2010, un universitaire allemand tente d'attirer l'attention sur la situation très difficile de cet hôpital.
En 2014 il est érigé en Centre Hospitalier Universitaire.

## Services de l'hôpital
- Soins obstétricaux d'urgence[5].

## Risques sanitaires
La gestion des déchets biomédicaux liquides et le niveau d’hygiène dans les laboratoires de l'hôpital sont considérés comme insuffisants pour le contrôle du risque d’infections nosocomiales, d'après l'étude de M. Aguemon et al..